# Arrondissement di Saint-Malo
L'arrondissement di Saint-Malo è una suddivisione amministrativa francese, situata nel dipartimento dell'Ille-et-Vilaine e nella regione della Bretagna.

## Composizione
L'arrondissement di Saint-Malo raggruppa 63 comuni in 9 cantoni:
- cantone di Cancale
- cantone di Châteauneuf-d'Ille-et-Vilaine
- cantone di Combourg
- cantone di Dinard
- cantone di Dol-de-Bretagne
- cantone di Pleine-Fougères
- cantone di Saint-Malo-Nord
- cantone di Saint-Malo-Sud
- cantone di Tinténiac